# Sugny
 Sugny  es una población y comuna francesa, en la región de Champaña-Ardenas, departamento de Ardenas, en el distrito de Vouziers y cantón de Monthois.

## Demografía
| 200                       | 216 | 260 | 259 | 232 | 247 | 236 | 247 | 258 | lac. | lac. | 251 | 261 | 261 | 242 | 253 | 247 | 263 | 258 | 233 | 242 | 243 | 180 | 172 | 180 | 156 | 152 | 123 | 102 | 96 | 84 | 79 | 88 | 87 |
| (Fuente: Cassini e INSEE) |     |     |     |     |     |     |     |     |      |      |     |     |     |     |     |     |     |     |     |     |     |     |     |     |     |     |     |     |    |    |    |    |    |